# 김지운 (영화 감독)
김지운(金知雲, 1964년 7월 6일 ~ )은 대한민국의 영화 감독, 각본가, 제작자이다.

## 학력
- 서울예술대학 연극과 (중퇴)

## 경력

### 초기
김지운은 1964년 7월 6일, 대한민국 서울에서 태어났다. 그는 서울예술대학 연극과에 입학했으나 학교에서 연극을 공부하기보단 현장에서의 공부에 더 의의를 두고 학교를 중퇴한 후, 《뜨거운 바다》(1994년), 《무비 무비》(1995년)를 포함한 여러 연극의 각본, 연출을 맡으며 현장에서의 경력을 쌓아 나갔고, 배우로서 《아가씨와 건달들》 무대에 서기도 했다. 김지운은 어렸을 때부터 당시 프랑스 문화원 등의 시네마테크를 통해 많은 유럽 고전 영화들을 접하며 영화에 대한 꿈을 키우기도 했기에 대학교 중퇴 후 연극 분야에서 일할 때 영화 분야에도 도전을 해 나갔다. 그는 이성수 감독의 1994년 영화 《어린 연인》의 연출부로 일했으며, 1997년 제1회 씨네21 시나리오 공모전에서 《조용한 가족》 각본으로 당선되기도 하였다. 《조용한 가족》 각본은 영화사 명 필름을 통해서 영화화 작업에 들어갔는데, 마땅한 감독을 찾지 못하자 각본을 쓴 김지운이 직접 감독을 맡게 되었다.

### 영화 감독
그는 1998년 영화 《조용한 가족》을 통해 영화 감독으로서 성공적인 데뷔를 하였고, 2000년 초 《반칙왕》으로 그 성공을 이어 나갔다. 2000년 중반에는 류승완 감독과 함께 인터넷 공개용 단편 영화를 기획하였는데(씨네포엠), 이때 만든 영화가 류승완은 〈다찌마와 리〉, 김지운은 〈커밍 아웃〉(Coming Out) 최동훈의 《전우치》이었다. 2002년, 한중일 합작 앤쏠로지 영화 《쓰리》(Three)에서 3개의 단편 중 하나인 〈메모리즈〉(Memories)를 만들었으며, 다음 해에는 세 번째 장편 영화 《장화, 홍련》을 만들었다. 2005년 《달콤한 인생》과 2008년 《좋은 놈, 나쁜 놈, 이상한 놈》, 2010년 《악마를 보았다》를 만들었고, 그동안 자신이 만든 모든 영화가 비평과 흥행, 양쪽 모두의 성공을 거둠으로써 대한민국의 대표 영화 감독 중 한 명으로 손꼽히고 있다.
또한 김지운은 영화 DVD 애호가로도 잘 알려져 있다. 많은 영화들을 DVD를 통해 섭렵하였으며, 자신의 작품이 DVD로 출시될 때는 매번 본인이 직접 DVD 제작 과정에 참여하기도 하였다. 본편 음성 해설이 수록된 한국 영화 최초의 타이틀이 바로 《반칙왕》 DVD였으며, 《장화, 홍련》 DVD의 경우 배우들과의 인터뷰를 비롯하여 부가 영상들을 그가 손수 만들었고, 《달콤한 인생》과 《좋은 놈, 나쁜 놈, 이상한 놈》의 경우 극장판과 다른, 재편집본을 수록하기도 하였다.

### 근황
2010년 말 김지운은 영화 《악마를 보았다》를 끝내고서 헐리우드 영화 《라스트 스탠드》(Last Stand)의 감독을 제의받아 기획한 바 있다. 당초 《악마를 보았다》를 만들기 전에 프랑스 영화감독 끌로드 소떼(Claude Sautet)의 1971년 작품 《막스와 고철 장수》(프랑스어: Max et les Ferrailleurs)를 리메이크하려고 먼저 계획했으나 복합한 문제 탓에 제작이 무기한 연기되면서 《악마를 보았다》를 사세부득이 먼저 연출하였고 그 영화를 다 감독하고서 예전 계획으로 돌아가 리메이크 영화 《맥스》를 연출한다고 알려졌지만, 이번에도 여전히 제작에 난항을 겪으면서 이런 계획으로 수정하였다.
또한 코오롱스포츠 40주년 기념 Way to Nature Film Project 두 번째 작품 <사랑의 가위바위보>를 연출했다.
2018년 강동원 주연의 영화 <<인랑>>을 감독하였다. 그러나 제작비 대비 흥행에는 실패했다.

## 작품 특징
김지운은 자신의 영화를 특정 장르로 규명하지 않는다. 《조용한 가족》은 한국의 《아담스 패밀리》(The Addams Family)라 불릴 정도로 인정받은 공포 코미디 (코믹 잔혹극), 《반칙왕》은 스포츠 코미디 드라마, 《장화, 홍련》은 순수 공포 드라마, 《달콤한 인생》은 무겁고 진지한 갱스터 누아르풍의 액션 범죄 드라마, 그리고 《좋은 놈, 나쁜 놈, 이상한 놈》은 만주 웨스턴 영화였다. 여기서 김지운은 다양한 장르를 시도하긴 해도 로맨틱 코미디만큼은 예외가 될 것이라고 언급하기도 했다. 자신의 취향과 가장 거리가 먼 장르라는 것이 이유이다.
그는 한국 영화 미술 부문(Production Design 또는 Art Direction)의 수준을 한 단계 높인 것으로 평가 받는다. 오상만 미술 감독과 작업한 《조용한 가족》은 한국 영화 평론가 협회상에서, 조근현, 박희정 미술 감독과 작업한 《장화, 홍련》은 대한민국 영화대상에서, 조화성, 한지형 미술 감독과 작업한 《좋은 놈, 나쁜 놈, 이상한 놈》은 대한민국 영화대상과 청룡 영화상에서 각각 미술상을 수상하였다. 황인준 미술 감독과 작업한 《반칙왕》과 류성희, 이청미 미술 감독과 작업한 《달콤한 인생》도 여러 시상식에서 미술 부문 후보에 오르거나 관련 부문인 촬영상, 조명상을 수상하는 등 역시 좋은 평가를 받았다. 《조용한 가족》과 《장화, 홍련》의 시골 외딴집, 《달콤한 인생》의 고급스런 스카이 라운지, 《좋은 놈, 나쁜 놈, 이상한 놈》의 귀시장 등 각 작품에 등장하는 주요 무대에서 짙고 화려한, 고전적인 색감 활용, 조명 효과, 건축 디자인 등에 상대적으로 공을 많이 들인 점은 그의 연출 기법에 있어서 두드러지는 특징이다.
2016년 9월에는 그의 영화인 밀정이 개봉하였다. 송강호와 김지운 감독은 4번째 호흡이다.
밀정은  2015년 최동훈 감독의 영화 《암살》이 누적 관객 수 1200만 명 관객 가슴이 뜨거워졌으면 2016년 베니스 영화제에서 비경쟁자부문에서 초청이 되었다.

## 작품 목록

### 영화
- 1994년  영화  《어린 연인》 ... 스토리보드 & 연출부
- 1995년  영화  《맨?》 ... 스토리보드
- 1998년  영화  《조용한 가족》 ... 각본 & 감독
- 1998년  영화  《사랑의 힘》 ... 각본 & 감독
- 2000년  영화  《반칙왕》 ... 각본 & 감독
- 2000년  영화  《커밍아웃》 ... 각본 & 감독
- 2001년  영화  《카타쿠리가의 행복》 ... 원작자
- 2002년  영화  《쓰리》 ... 각본 & 감독
- 2003년  영화  《장화, 홍련》 ... 각본 & 감독
- 2005년  영화  《달콤한 인생》 ... 각본 & 감독 & 단역
- 2008년  영화  《좋은 놈, 나쁜 놈, 이상한 놈》 ... 각본 & 감독 & 제작
- 2009년  영화  《안나와 알렉스: 두 자매 이야기》 ... 원작자
- 2009년  영화  《선물》 ... 각본 & 감독 & 제작
- 2010년  영화  《악마를 보았다》 ... 각색 & 감독
- 2011년  영화  《인류멸망보고서》 ...  각본 & 감독
- 2013년  영화  《라스트 스탠드》 ... 감독
- 2013년  영화  《사랑의 가위바위보》 ... 감독
- 2013년  영화  《더 엑스》 ... 각본 & 감독
- 2013년  영화  《거장, 한국 최고의 영화감독》 ... 주연
- 2014년  영화  《카워드》 ... 각색 & 감독
- 2016년  영화  《밀정》 ... 각본 & 감독 & 제작
- 2018년  영화  《인랑》 ... 각본 & 감독
- 2020년  영화  《언택트》 ... 각본 & 감독
- 2023년  영화  《거미집》 ... 각색 & 감독
- 미정 영화 《더 홀》 ... 감독

### 드라마
- 2023년 Apple TV 《Dr. 브레인》 ... 연출, 극본, 프로듀서
- 2025년 미정 《언프렌드》 ... 공동연출

### 반복 출연한 배우
| 배우   | 조용한 가족 | 반칙왕 | 장화, 홍련 | 달콤한 인생 | 좋은 놈, 나쁜 놈, 이상한 놈 | 악마를 보았다 | 인류멸망보고서 | 밀정 | 인랑 |  |
| ------ | ----------- | ------ | ---------- | ----------- | --------------------------- | ------------- | -------------- | ---- | ---- |  |
| 고호경 | 예          | 예     |            |             |                             |               |                |      |      |  |
| 김갑수 |             |        | 예         |             |                             | 예            |                |      |      |  |
| 송강호 | 예          | 예     |            |             | 예                          |               |                | 예   |      |  |
| 송영창 |             | 예     |            |             | 예                          |               | 예             |      |      |  |
| 오달수 |             |        |            | 예          | 예                          |               |                |      |      |  |
| 이기영 | 예          |        |            | 예          |                             |               |                |      |      |  |
| 이병헌 |             |        |            | 예          | 예                          | 예            |                | 예   |      |  |
| 정웅인 | 예          | 예     |            |             |                             |               |                |      |      |  |
| 최민식 | 예          |        |            |             |                             | 예            |                |      |      |  |
| 정우성 |             |        |            |             | 예                          |               |                |      | 예   |  |

## 저서
- 2006년 《김지운의 숏컷》(Shortcut). 마음 산책. 총 272쪽. ISBN 89-6090-000-1.[43][44][45][46]

## 가족 사항 및 기타 사항
- 김지운은 3남 3녀, 총 6남매 중 막내이며, 누나 중 한 명은 연극 배우인 김지숙이다. 그는 자신이 만든 영화에 단 한 번도 누나 김지숙을 출연시킨 적이 없다. 영화를 만들 때 친분을 내세우지 않기도 하거니와 무엇보다 각 배역에 적합한 배우를 먼저 섭외하다 보니 누나에게 먼저 딱 맞는 배역이 있지 않아 출연 기회가 없었다고 한다.[10][47]
- 김지운은 현재까지 미혼으로서, 오랫동안 독신으로 살아오고 있다.[10]

## 수상
- 1999년 제19회 판타스포르토 국제영화제 판타지아 부문 최우수작품상
- 2001년 제3회 우디네 극동영화제 관객상
- 2003년 제4회 부산영화평론가협회상 심사위원특별상
- 2004년 제11회 제라르메 국제 판타스틱 영화제 경쟁부문 심사위원대상
- 2004년 제24회 판타스포르토 국제영화제 '판타지 시네마' 부문 작품상
- 2004년 제24회 판타스포르토 국제영화제 '판타지 시네마' 부문 감독상
- 2004년 제24회 판타스포르토 국제영화제 '판타지 시네마' 부문 심사위원상
- 2004년 제23회 브뤼셀국제판타스틱영화제 은까마귀상
- 2005년 제25회 한국영화평론가협회상 10대 영화상
- 2005년 제38회 시체스영화제 오피셜 판타스틱-최우수음악상
- 2006년 제8회 프랑스 도빌아시아영화제 액션 아시아상
- 2006년 제10회 판타지아 영화제 베스트 아시아 영화 은상
- 2008년 제41회 시체스영화제 오피셜 판타스틱 최우수감독상
- 2008년 제41회 시체스영화제 오피셜 판타스틱 최우수특수효과상
- 2008년 제28회 하와이국제영화제 매버릭상
- 2008년 제29회 청룡영화상 감독상
- 2008년 제11회 디렉터스 컷 시상식 올해의 감독상 《좋은놈 나쁜놈 이상한놈》
- 2011년 제18회 제라르메 국제판타스틱영화제 비평가상
- 2011년 제18회 제라르메 국제판타스틱영화제 학생심사위원상
- 2011년 제18회 제라르메 국제판타스틱영화제 관객상
- 2011년 제31회 판타스포르토 국제영화제 판타지 섹션 감독상
- 2011년 제31회 판타스포르토 국제영화제 오리엔트 익스프레스부문 최우수작품상
- 2011년 제29회 브뤼셀 판타스틱 영화제 금까마귀상
- 2011년 제17회 빌바오 판타스틱영화제 공식 경쟁부문 대상
- 2011년 제31회 판타스포르토 국제영화제 오리엔트 익스프레스
- 2011년 2011 미국 오스틴 비평가협회 외국어상
- 2011년 2011 미국 휴스턴 비평가협회 외국어상
- 2012년 제15회 비전페스트 차세대 감독상
- 2012년 제16회 판타지아영화제 최우수작품상
- 2013년 제1회 마리끌레르 필름 & 뮤직 페스티벌 파이오니어상
- 2016년 제36회 한국영화평론가협회상 10대 영화상
- 2016년 제36회 한국영화평론가협회상 최우수작품상
- 2017년 제37회 판타스포르토국제영화제 감독주간 감독상
- 2017년 제53회 백상예술대상 영화부문 감독상
- 2017년 제37회 황금촬영상 작품대상
- 2017년 제17회 디렉터스 컷 시상식 올해의 특별언급
- 2018년 2018 레지스탕스 영화제 베스트 디렉터상
- 2023년 제28회 춘사국제영화제 감독상
- 2023년 제10회 한국영화제작가협회상 감독상
- 2024년 제23회 피렌체한국영화제 페스티발 어워드
- 2024년 제44회 황금촬영상 감독상

## 같이 보기
| - 박찬욱 - 봉준호 - 강우석 - 강제규 - 장준환 - 류승완 | - 송강호 - 최민식 - 이병헌 - 정우성 - 최동훈 | - 정두홍 - 김해곤 - 복숭아 - 시네마테크의 친구들 영화제 |